# Langraviato d'Assia-Kassel
Il langraviato (o contea) d'Assia-Kassel (Landgrafschaft Hessen-Kassel in tedesco) fu un principato del Sacro Romano Impero creato quando la contea di Assia venne divisa nel 1568 alla morte del conte Filippo I di Assia.
Suo figlio primogenito Guglielmo ereditò la parte nord e la capitale Kassel. Gli altri figli ricevettero le contee di Assia-Marburg, di Assia-Rheinfels e di Assia-Darmstadt.
I voti al Reichstag erano due: uno proprio e uno per il controllato Principato di Hersfeld, oltre a svariate partecipazioni a gruppi di territori minori.

## Storia

### XVII secolo-XVIII secolo: la formazione dello stato e il consolidamento
La casata di Assia fu una dinastia che discendeva dai progenitori del protestantesimo. Infatti, sia Filippo I di Assia, che Guglielmo V d'Assia-Kassel e Maurizio d'Assia-Kassel sposarono i discendenti del re Giorgio di Boemia. Da Guglielmo VI in avanti, erano sempre discendenti di Guglielmo I d'Orange, leader dell'indipendentismo olandese basato sul Calvinismo.
La contea di Assia-Kassel si espanse nel 1604 quando il conte Maurizio d'Assia-Kassel ereditò la contea di Assia-Marburgo da suo zio Luigi IV d'Assia-Marburgo (1537-1604).
Durante la guerra dei trent'anni, l'Assia-Kassel si alleò con la Svezia. Il conte Guglielmo V e, dopo la sua morte nel 1637 la sua vedova Amelia di Hanau, nipote di Guglielmo I d'Orange, come reggente, supportarono la causa protestante anche quando la contea venne occupata dalle truppe imperiali. Sotto Federico I di Svezia la contea di Assia-Kassel ebbe un'unione personale con la Svezia dal 1730 al 1751.
La contea di Assia-Kassel nel Seicento e nel Settecento, affittò le proprie truppe come mercenari. Federico II fornì, dietro ingenti pagamenti in denaro, cospicui contingenti delle sue truppe, i cosiddetti Assiani, a suo nipote Giorgio III del Regno Unito che li impiegò per rafforzare il corpo di spedizione inviato a reprimere la rivolta delle colonie americane durante la Rivoluzione americana.
Durante il XVII secolo la contea venne divisa in varie contee per esigenze dinastiche creando linee cadette:
- Contea di Assia-Rotenburg (1627–1834)
- Contea di Assia-Eschwege (1627–1655)
- Contea di Assia-Rheinfels (1627–1755)
- Contea di Assia-Philippsthal (1677)
- Contea di Assia-Philippsthal-Barchfeld (1684)
- Contea di Assia-Rumpenheim

Queste venivano riunite con la contea di Assia-Kassel quando il ramo dinastico si estingueva.
Con le varie acquisizioni territoriali, alla vigilia delle guerre napoleoniche il langraviato era composto da:
- il langraviato dell'Assia inferiore con Kassel
- il principato di Hersfeld, già abbazia imperiale secolarizzata nel 1648
- una porzione della contea di Schaumburg con Rinteln che dal 1665 divenne una famosa università protestante
- i baliaggi della Bassa Sassonia di Uchte e Freudenberg
- una porzione della contea di Henneberg con Smalcalda
- le contee di Hanau-Münzenberg, Katzenelnbogen con Sankt Goar, Rheinfels riacquistata nel 1735, Hanau-Philippsruhe
- la signoria di Frankenstein e il protettorato sulla città imperiale di Gelnhausen.

### XIX secolo: l'elevazione a principato elettorale
A seguito della riorganizzazione degli stati germanici durante il Reichsdeputationshauptschluss del 1803, il langraviato dell'Assia-Kassel divenne elettorato d'Assia (Kurfürstentum Hessen) ed il langravio Guglielmo IX d'Assia-Kassel venne promosso a principe elettore (Kurfürst), prendendo il titolo di Guglielmo I, elettore di Assia. Il principato divenne da allora noto con il nome di Kurhessen, sebbene ci si continuasse a riferirsi ad esso con il nome di Assia-Kassel.
Guglielmo I ripartì lo stato nelle quattro provincie di Kassel, Assia, Fulda e Hanau, ma nel 1806 fu spodestato da Napoleone ed il principato assorbito dal regno di Westfalia.
Reintegrato solo nel 1814, gli succedettero l'elettore Guglielmo II (1821-47), che introdusse la denominazione ufficiale di Assia elettorale (Kurhessen) e Federico Guglielmo I (1847-66) che, sconfitto dalla Prussia, fu costretto ad abdicare in favore del figlio Federico Carlo. Questi, tuttavia, venne spodestato dalle truppe vincitrici e lo stato annesso dal regno di Prussia come provincia, insieme al ducato di Nassau il 20 settembre 1866 (km² 16.847).

## Curiosità
La cittadina di Hessen Cassel in Indiana vicino a Fort Wayne, fu fondata da immigrati tedeschi sul nome della contea di Assia-Kassel.

## Langravi di Assia-Kassel (1567–1803)
| Immagine | Nome           | Regno       | Note                                                  |
| -------- | -------------- | ----------- | ----------------------------------------------------- |
|          | Guglielmo IV   | 1567 - 1592 |                                                       |
|          | Maurizio       | 1592 – 1627 |                                                       |
|          | Guglielmo V    | 1627 – 1637 |                                                       |
|          | Guglielmo VI   | 1637 – 1663 |                                                       |
|          | Guglielmo VII  | 1663 – 1670 |                                                       |
|          | Carlo I        | 1670 – 1730 |                                                       |
|          | Federico I     | 1730 – 1751 | anche Re di Svezia 1720–1751                          |
|          | Guglielmo VIII | 1751 – 1760 |                                                       |
|          | Federico II    | 1760 – 1785 |                                                       |
|          | Guglielmo IX   | 1785 – 1803 | Principe elettore con il nome di Guglielmo I dal 1803 |